# جون مارشال ستون
جون مارشال ستون (بالإنجليزية: John Marshall Stone)‏ هو سياسي أمريكي، ولد في 30 أبريل 1830 في مقاطعة جيبسون في الولايات المتحدة، وتوفي في 26 مارس 1900 في هولي سبرينغز في الولايات المتحدة. حزبياً، نشط في الحزب الديمقراطي. وقد انتخب حاكم ميسيسيبي ‏ (13 يناير 1890 – 20 يناير 1896) وانتخب حاكم ميسيسيبي ‏ (29 مارس 1876 – 29 يناير 1882) وانتخب عضو مجلس ولاية مسيسيبي (1869 – 1876).